# 黄尭
黄 尭（ホアン・ヤオ、1994年9月6日 - ）は、中華人民共和国の女優。

## 経歴
広東省仏山市出身。中央戯劇学院で演技を学び、2016年に女優デビュー。2018年の映画『THE CROSSING〜香港と大陸をまたぐ少女〜』で主演し、第13回アジア・フィルム・アワードで最優秀新人俳優賞にノミネートされた。

## 出演作品

### 映画
- 大会师（2016年）
- THE CROSSING〜香港と大陸をまたぐ少女〜 过春天（2018年）
- 老虎（2020年）
- 转弯之后（2021年）
- 素晴らしき眺め 奇迹·笨小孩（2022年） 日本ではNetflixで配信
- 遇见你之后（2022年）
- 白塔の光 白塔之光（2023年）
- 绝地追击（2023年）
- 不说话的爱（2025年）
- 阳光照耀青春里（2025年）

### テレビドラマ
- 东山晴后雪（2018年）
- 通感恋人（2019年）
- ロング・ナイト 沈黙的真相 沉默的真相（2020年）
- 我在香港遇见他（2020年）
- 山海情（2021年）
- 对手（2021年）
- 县委大院（2022年）
- 外婆的新世界（2023年）
- 鸣龙少年（2023年）
- 黄雀（2025年）
- 我家的医生（2025年）